# Antigos territórios orientais da Alemanha

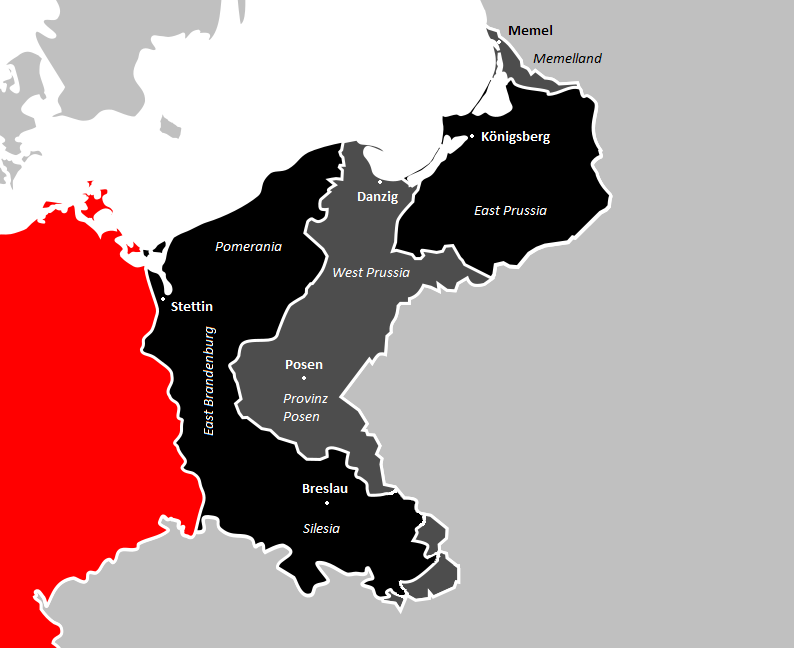
Território perdido após a Primeira Guerra Mundial
Território perdido após a Segunda Guerra Mundial
Território da Alemanha atualmente

Os antigos territórios orientais da Alemanha (em alemão:  Ehemalige deutsche Ostgebiete) referem-se naos territórios (províncias ou regiões) a leste da atual fronteira oriental da Alemanha (a linha Oder-Neisse) que eram historicamente alemães, mas foram perdidos após a Segunda Guerra Mundial. Os territórios adquiridos pela Polônia após a guerra eram oficialmente chamados de Territórios Recuperados (mas o termo foi usado de maneira inconsistente em relação à antiga Cidade Livre de Danzig).
Esses territórios foram governados como parte da Polônia pela dinastia Piast na Alta Idade Média, com exceção da Prússia Oriental, que originalmente era habitada por antigos prussianos e ficou sob a suserania polonesa no final da Idade Média, que se tornou predominantemente alemã durante a Ostsiedlung. A metade norte da histórica Prússia Oriental foi, no entanto, feita parte da União Soviética, com a antiga região de Klaipeda reconectada à República Socialista Soviética da Lituânia, e o resto sendo anexado pela República Socialista Federativa Soviética Russa como o Oblast de Kaliningrado, que agora forma um enclave russo. Em contraste com as terras concedidas ao Estado polonês restaurado pelo Tratado de Versalhes, os territórios perdidos após a Segunda Guerra Mundial eram quase exclusivamente habitados por alemães antes de 1945. A população alemã dos territórios que não tinha fugido em 1945 foi expropriada e expulsa, formando a maioria dos alemães expulsos da Europa Oriental.
A fronteira pós-guerra entre a Alemanha e a Polônia ao longo da linha Oder-Neisse foi definida em agosto de 1945 pelo Acordo de Potsdam dos líderes das três potências aliadas, a União Soviética, o Reino Unido e os Estados Unidos; e foi formalmente reconhecido pela Alemanha Oriental em 1950, pelo Tratado de Zgorzelec, sob pressão de Stalin. Em 1952, o reconhecimento da linha Oder-Neisse como fronteira permanente foi uma das condições de Stalin para que a União Soviética concordasse com a reunificação da Alemanha (ver Nota de Stalin). A oferta foi rejeitada pelo chanceler da Alemanha Ocidental Konrad Adenauer. A então posição oficial do governo da Alemanha Ocidental sobre o estatuto dos antigos territórios orientais da Alemanha a leste dos rios Oder e Neisse era que as áreas estavam "temporariamente sob administração polonesa [ou soviética]", porque o regulamento de fronteira na Conferência de Potsdam havia sido adotado como disposições preliminares a serem revistas em uma conferência de paz final, que, também devido à Guerra Fria, havia sido adiada indefinidamente; no entanto, em 1970, a Alemanha Ocidental reconheceu a linha Oder-Neisse como a fronteira ocidental da Polônia pelo Tratado de Varsóvia e, em 1973, o Tribunal Constitucional Federal reconheceu a capacidade da Alemanha Oriental de negociar o Tratado de Zgorzelec como um acordo internacional vinculante como definição legal de seus limites. Ao assinar o Ato Final de Helsinque em 1975, tanto a Alemanha Ocidental quanto a Alemanha Oriental reconheceram as fronteiras existentes da Europa do pós-guerra, incluindo a linha Oder-Neisse, como válidas no direito internacional.
Em 1990, como parte da reunificação da Alemanha, a Alemanha Ocidental aceitou cláusulas do Tratado sobre o Acordo Final em Relação à Alemanha, segundo as quais a Alemanha renunciou a todas as reivindicações de território a leste da linha Oder-Neisse. O reconhecimento da Alemanha da linha Oder-Neisse como fronteira foi formalizado no Tratado de Fronteira Alemão-Polonês em 14 de novembro de 1990; e pela revogação do artigo 23.º da Lei Fundamental da República Federal da Alemanha, segundo a qual os estados alemães fora da República Federal podiam anteriormente ter declarado a sua adesão. A Alemanha passou de um território de 468.787 km² em 1937 para 357.022 km² após a reunificação da Alemanha em 1990.